# 河𪨶农场
河𪨶林场是中华人民共和国广东省揭阳市揭西县的一个事业单位、地方国营林场。所辖区域以河𪨶农场列为揭西县的一个类似乡级单位。
林场隶属于揭西县林业局，主要职责是负责维护公益生态林，兼营场区内小水电以电养林，承办林业局党组及上级林业部门交办的其他事项。河𪨶林场境内有河𪨶水库。

## 行政区划
在国家统计局网站，河𪨶农场下辖以下地区：
河輋农场虚拟社区。